# Adoncholaimus oxyuroides
Adoncholaimus oxyuroides is een rondwormensoort uit de familie van de Oncholaimidae. De wetenschappelijke naam van de soort is voor het eerst geldig gepubliceerd in 1934 door Allgén.